# Leninogorsk
Leninogorsk - Лениногорск (rus) - és una ciutat de la República del Tatarstan, a Rússia.

## Història
Leninogorsk es desenvolupà a la dècada del 1940 a partir d'un antic poble anomenat Nóvaia Pismianka, que ja existia des del segle xix. El 1955 la vila rebé l'estatus de ciutat i fou reanomenada Leninogorsk en honor de Lenin.